# Ramón Verea
Ramón Silvestre Verea de Aguiar y García (Curantes, A Estrada, Galiza, 11 de dezembro de 1833 – Buenos Aires, 6 de fevereiro de 1899) foi um jornalista, engenheiro, escritor e inventor espanhol. Como inventor fez uma grande contribuição ao criar a primeira calculadora mecânica capaz de efetuar multiplicação direta.

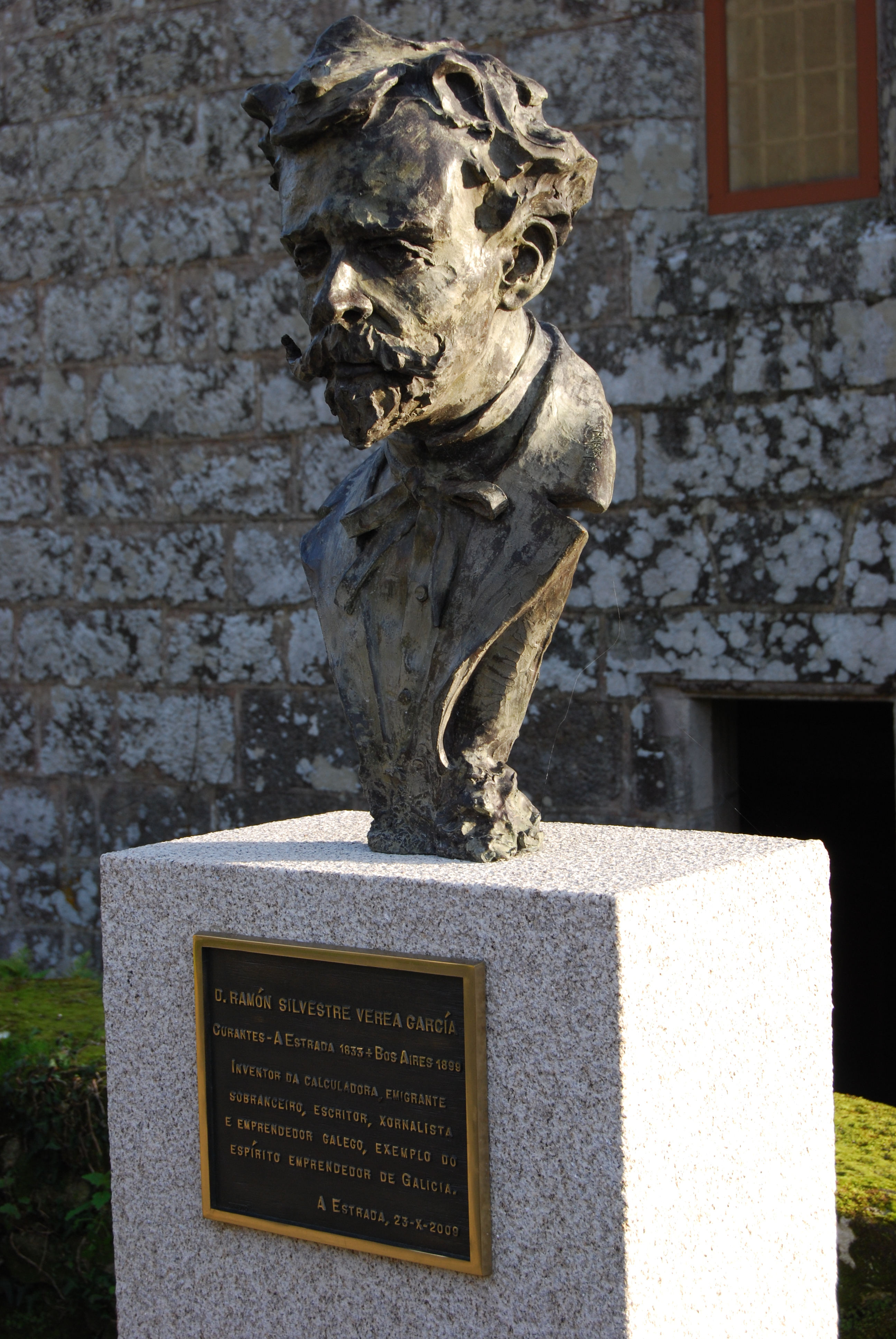
Busto de Ramón Verea em A Estrada, Galiza.

## Biografia
Filho legítimo de Florentina García e Juan Verea de Aguiar (de uma família nobre), nasceu em Pazo de Esmoris em Curantes, no município galego de A Estrada, na Província de Pontevedra. Beneficiou-se de estudar com um padre tio seu, Francisco de Porto, em sua aldeia. Então, aos treze anos, foi para o seminário diocesano em Santiago de Compostela, onde permaneceu seis anos até que, apesar de seu brilhante histórico, perdeu a bolsa de estudos, que significava "libertação" para ele e fortaleceu seu anticlericalismo. Emigrou para Cuba em 1855, onde trabalhou como professor e escreveu dois romances, La cruz de Cobblestone e Una mujer con dos maridos; também aprendeu inglês e descobriu o jornalismo. Além disso, quando estava na cidade cubana de Colón inventou uma dobradeira de jornais cuja patente seria vendida posteriormente em Nova Iorque. Após uma breve estadia em Porto Rico, em 1865 mudou-se para Nova Iorque e trabalhou como tradutor; lá, em 1875, fundou a gráfica El Polígloto e criou uma "agência industrial para a compra de máquinas e efeitos de invenção moderna", e projetou sua máquina de calcular, Verea Direct Multiplier, a primeira a realizar multiplicações diretamente em vez de usar múltiplos giros de manivela. O escritório de patentes dos Estados Unidos concedeu a ele em 10 de setembro de 1878 a patente número 207.918, no mesmo ano em que ganhou uma medalha na Exposição Mundial de Invenções de Cuba.
Sua calculadora era uma máquina pesando cerca de 26 quilos, 14 polegadas de comprimento, 12 de largura e 8 de altura, capaz de adicionar, subtrair, multiplicar e dividir números de nove dígitos, admitindo até seis números no multiplicador e quinze no produto. A multiplicação foi resolvida por um método direto baseado em um mecanismo patenteado por Edmund D. Barbour em 1872, que usava um sistema que obtinha valores de uma tabela de multiplicação codificada semelhante ao sistema Braille. O dispositivo podia resolver 698.543.721 x 807.689 em vinte segundos, sendo o mais rápido e preciso na época. No entanto, Verea estava apenas tentando demonstrar que os espanhóis poderiam inventar da mesma forma que os estadunidenses; portanto, sua invenção deixou sua marca somente na história da computação como base para futuras máquinas, como a de Otto Steiger. Sua máquina é mantida em depósitos na sede da IBM em White Plains, como parte da coleção iniciada em 1930 pelo fundador da IBM.
Além disso, em Nova Iorque fundou e dirigiu El Cronista e, desde 1884, a revista quinzenal (mais tarde mensal) El Progreso, que se mantinha sem publicidade para salvaguardar sua independência e difundida em espanhol em cerca de vinte países. Pensador livre, defendeu a igualdade entre raças e entre homens e mulheres, a abolição da escravidão e a liberdade de expressão, valores hoje considerados universais, e criticou o colonialismo estadunidense. Traduziu os escritos dos naturalistas Thomas Paine, Robert Green Ingersoll e Henry Ward Beecher e recomendou que seus leitores assinassem publicações de livre-pensamento como Las Dominicales del Libre Pensamiento de Madrid, El Pensamiento do México ou La Razón de Cuba. Também se proclama antimonárquico, denunciando a negligência da embaixada espanhola nos Estados Unidos e era particularmente contrário ao embaixador Juan Valera, o famoso escritor, que conseguiu levantar grandes fundos para tributos espetaculares e esquecer de fazê-lo para ajudar as vítimas da cólera mórbida na Espanha.
Em 1895 mudou-se para a Guatemala, exilado por sua forte oposição à política dos colonialista estadunidense, onde publicou uma série de cartas contra a lenda negra e, mais tarde, em 1897, mudou-se para Buenos Aires. Nessa cidade voltou a publicar a revista El Progreso em 1898 e continuou sendo jornalista até o fim de sua vida. Morreu sozinho e pobre na capital argentina e foi enterrado em local desconhecido no Cemitério do Oeste.

## Obras

### Narrativas
- La cruz de Cobblestone.
- Una mujer con dos maridos.

### Ensaios
- Artículos filosóficos y cartas a un campesino. Los Angeles: "La Aurora," Librería Mexicana, [1909]
- La religión universal: artículos, críticas y polémicas, publicados en El Progreso en 1886-87. Dios y la creación (inédito), Nueva York: Impr. el Polígloto, 1891.
- Catecismo librepensador, ó Cartas a un campesino... Nueva York: Imprenta "El polígloto", 1894 y Managua, Tipografía nacional, 1894; reimpreso con otro título: Catecismo libre-pensador. Cartas a un campesino. San Salvador: Imp. R. Reyes [1923]
- En defensa de España, cuestiones de Cuba, Venezuela, "América para los Americanos"... Guatemala: Sánchez y de Guise, 1896.